# サナトルナヤ駅 (ウラジオストク)
サナトルナヤ駅 (サナトルナヤえき、ロシア語:Санаторная) は、ロシア沿海地方ウラジオストクソヴェツキー地区にある、ロシア鉄道の駅。シベリア鉄道上の駅で、エレクトリーチカ（近郊列車）のみ停車する。

## 歴史
- 1912年 - 開業。
- 1962年 - 電化[1]。
- 2012年7月3日 - 前日からウラジオストクを訪問していたロシアのメドベージェフ首相が、サナトルナヤ駅から特急電車「アエロエクスプレス」に9月の定期運行開始より一足早く乗車し、ウラジオストク空港へ向かった[2]。

## 駅構造
相対式ホーム2面2線の地上駅。両ホーム間の移動は跨線橋を経由する。

### のりば
| ホーム | 列車             | 行先                                                       | 備考 |
| ------ | ---------------- | ---------------------------------------------------------- | ---- |
| 1      | エレクトリーチカ | ウスリースク・スパッスク＝ダリニー・チハオケアンスカヤ方面 |      |
| 2      | エレクトリーチカ | ウラジオストク方面                                         |      |

## 駅周辺
幹線道路が交差する交通の要衝に位置する。

## 隣の駅
ロシア鉄道
シベリア鉄道
エレクトリーチカ（各駅停車）
オケアンスカヤ駅 - サナトルナヤ駅 - セダンカ駅